# Sevim Aydin
Sevim Aydin (* 1972 in der Pülümür, Türkei als Sevim Aydın) ist eine deutsche Juristin und Politikerin (SPD). Seit 2021 ist sie Mitglied im Abgeordnetenhaus von Berlin.

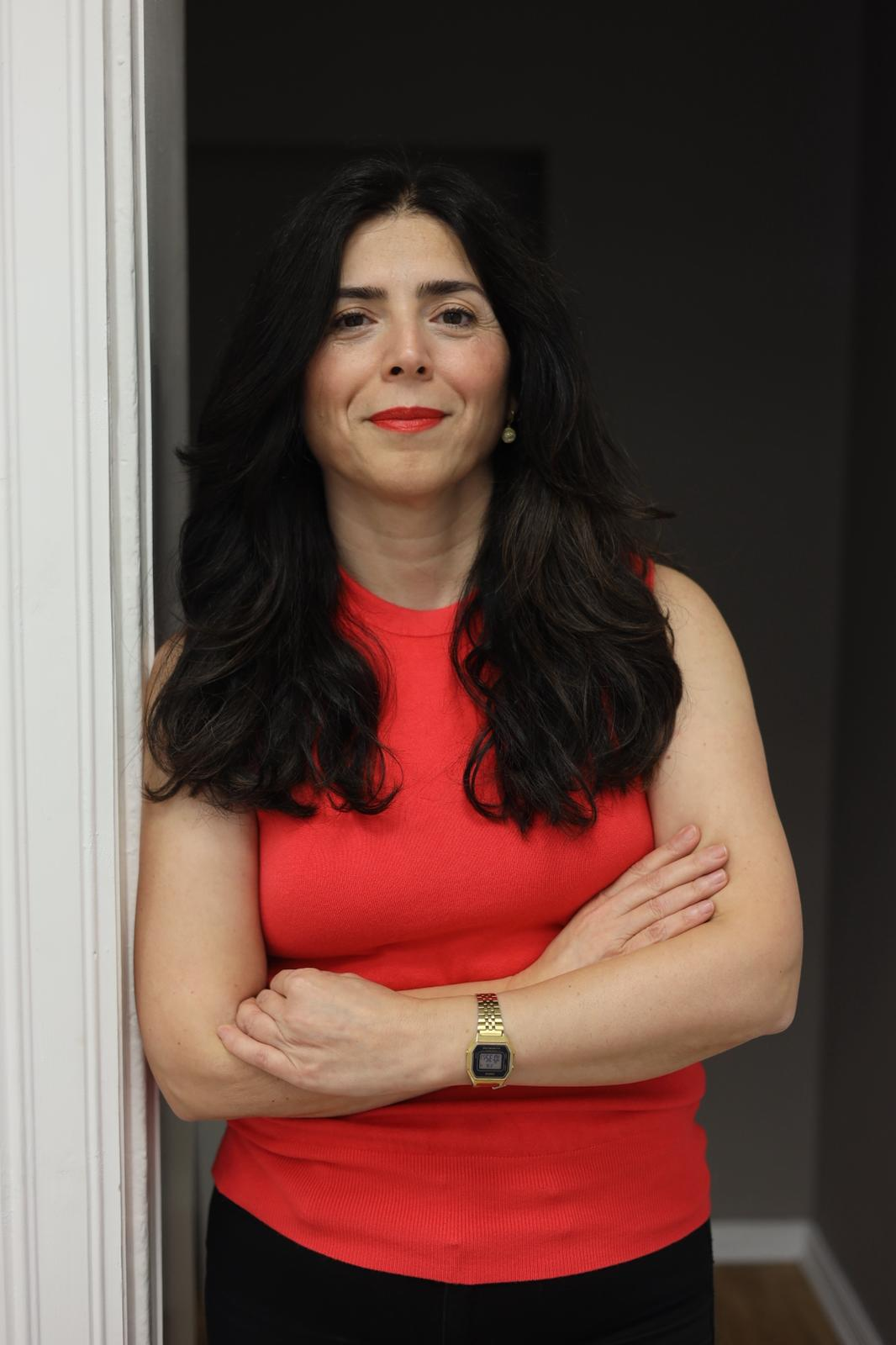
Sevim Aydin (SPD)

## Leben
Sevim Aydin kam 1978 nach Berlin und studierte dort nach dem Abitur Jura an der Freien Universität mit Diplomabschluss. Zusätzlich schloss sie „European Studies“ an der Europa-Universität Viadrina in Frankfurt/Oder als Master ab.
Sie war dann zunächst anwaltlich im Bereich Arbeits- und Sozialrecht tätig. Anschließend wechselte sie in den gewerkschaftlichen Bildungsbereich, zuletzt als Projektleiterin. Ab 2020 war sie in der Berliner Verwaltung als Referentin für den Opferschutz tätig.

## Partei und Politik
Aydin trat 2004 in die SPD ein. Von 2011 bis 2021 gehörte sie der Bezirksverordnetenversammlung Friedrichshain-Kreuzberg an. Bei der Abgeordnetenhauswahl 2021 erhielt sie ein Mandat über die Bezirksliste Friedrichshain-Kreuzberg. Bei der Wiederholungswahl 2023 konnte sie ihren Sitz im Abgeordnetenhaus verteidigen.